# صوفي سميث (صحفية)
صوفي سميث (بالإنجليزية: Sophie Smith)‏ هي صحفية بريطانية، ولدت في 13 ديسمبر 1986.